# 배이뇌 탄네르
배이뇌 탄네르(핀란드어: Väinö Tanner: 1881년 3월 12일 – 1966년 4월 19일)는 핀란드의 정치인이다. 핀란드 사회민주당의 거두이며 핀란드의 협동조합 운동의 개척자이다. 핀란드의 제10대 총리(1926년–1927년)이다.
헬싱키 태생으로 핀란드 내전에 참여치 않고 중립을 지켰다. 내전이 끝난 뒤 사민당의 지도적 정치인으로 부상했으며 의회제를 강력히 옹호했다. 탄네르의 주요 업적은 내전에 좌파가 패배한 뒤 빈사상태에 빠진 사민당을 되살려 놓았다는 것이다. 총리 퇴임 이후에도 재무장관(1937년–1939년), 외무장관(1939년–1940년), 조달장관(1940년–1942년) 등 각료를 역임했다.
탄네르는 핀란드 노동계급을 혁명적 이상으로부터 벗어나 민주주의를 통한 실용적 과정을 지향하도록 인도했다. 탄네르 지도부 하에 사민당은 유혈낭자한 내전을 치르고 아직 10년도 지나지 않은 때에 비록 소수여당이지만 여당 차리를 되찾을 정도로 신뢰를 회복했다. 탄네르의 소수여당 내각은 자유사면법 제정, 수입식품에 부과되는 의무 경감, 연금 및 의료보험법 제정 여러 가지 중요한 사회개혁안들을 통과시켰다.
렐란데르 대통령의 와병으로 탄네르는 잠시 대통령직과 군 총사령관직을 대행했다. 그래서 내전 승리 10주년 기념식에서 사민당원인 탄네르가 백위대의 열병을 받는 기묘한 모습도 펼쳐졌다.
겨울전쟁 당시 탄네르는 외무장관이었고 국민을 단합시킨 겨울전쟁 정신의 토대를 닦고 세우는 데 매우 중요한 역할을 했다. 계속전쟁 종전 이후 핀란드 전쟁책임 재판에 기소되어 5년형을 선고받았으나 6개월만에 감옥에서 나왔다.
계속전쟁 당시와 감옥에 수감되어 있을 적 탄네르는 사민당 내 친미파의 지도자가 되었다. 사민당 내 친미파는 1940년대 당권투쟁을 거쳐 당내 최고 계파로 성장했다.

## 역대 선거 결과
| 선거명      | 직책명          | 대수 | 정당              | 득표율 | 득표수 | 결과 | 당락 |
| ----------- | --------------- | ---- | ----------------- | ------ | ------ | ---- | ---- |
| 1919년 선거 | 핀란드의 대통령 | 1대  | 핀란드 사회민주당 | 0.51%  | 1표    | 4위  | 낙선 |